# Riddarhuset i Viborg
Riddarhuset i Viborg grundades som Adliga församlingshuset i Finländska guvernementet (svenskt riddarhus) år 1784 och var beläget i Viborg i det dåvarande Viborgska guvernementet i Kejsardömet Ryssland.
Riddarhuset var Viborgs ridderskap och dess adel som korporation, samt säte för lantdag i Viborgs län, detta län hade före 1783 styrts med ett guvernementskansli i Viborg, motsvarande hövdingestyrelsen i de svenska provinserna. Efter 1811 förlorade detta riddarhus mycket av sin politiska roll.
| ”                                                                                       | Ståndets talan fördes af en adelsmarskalk, vald (ursprungligen) för tre år genom ballotering af hela guvernementets adel, dess angelägenheter sköttes af adelsmarskalken jämte tvenne bisittare och en sekreterare. Den sammanträdde till de s. k. adelns vintermöten" hvart tredje år, hvarvid den utsåg bland sig marskalk och bisittare i de ofvannämnda rätterna. Vid viktigare tillfällen sammankallades ytterligare sju adelsmän, som ägde att svara för äktheten af handlingarna i fråga...När östra Finlands återförening med det övriga Finland genom en kungörelse den 23 december 1811 blev genomförd, förlorade den Viborgska adelsinstitutionen som sådan fullkomligt sin betydelse, och i en tjugu dagar efter den förstnämnda kungörelsen emanerad författning förklarades det, „att ståndens representationsrätt vid landtdagen skulle för det tillkomna nya länet bestämmas i enlighet med hvad därom var i Storfurstendömets konstitution stadgadt | „ |
| – Viborgska adeln, dess institution, dess riddarhus och dess upplösning, av J Ahrenberg | |   |

## Naturaliserade adelsätter på Riddarhuset i Viborg
I Viborg utslocknade ätter är markerade med (†), medan helt utdöda ätter är markerade med dubbla kors (††). I övrigt kan flera linjer, hus eller familjer ha oberoende från varandra naturaliserats, varför en del ätter förekommer flera gånger i listan. Ätterna Oxenstierna, Banér, Wrangel, Gripenhjelm, Wittenberg, Mellin, Lindelöf, Lilliesköld och några andra skrev sig herrar till olika i Viborgs län befintliga gods, utan att de verkligen bodde där. Frans Peter von Knorring nämner i verket Gamla Finland, att 64 familjer finnes i Viborg inskrivna bland krigsadeln.

- Backman
- von Bell
- Bogajeffski
- von Bohl
- Boisman
- Brockman
- Clayhills
- Falck
- Fechtenberg
- Fock
- Freedericksz
- Gren[förtydliga]
- Govenius
- Haverman
- Haverland
- Hesse
- Hoffman[förtydliga]
- Jungen
- Jänisch
- Klöfversköld
- Kraemer
- Kymlander
- Langel
- Lavonius
- Laube
- Lydecke
- Miller
- Orraeus
- Podgornoi
- von Rabén
- Rehnberg
- Sabelfana
- Sattler
- Satropesnoff
- Schatelowitz
- Scheele
- Schier
- Schmidt
- Schröder
- Seseman
- Spaak
- van Suchtelen
- Suttlioff
- Stewen
- Teetgren
- Thesleff
- Trana
- Treuleben
- Weirauch
- Wirenius
- Zagel

### Webbkällor
- litteratursällskapet i Finland, Förhandlingar och uppsatser: Den Viborgska adeln av Jac. Ahrenberg sid.116–131